# 2K11 Kroug
Le terme « SA-4 » renvoie ici. Cet article traite d'un système de défense antiaérienne mobile soviétique. Pour le vaisseau « Saturn-Apollo 4 », ayant été utilisé pour la mise-au-point des fusées du programme Apollo, voir « Programme Apollo ».
Pour les articles homonymes, voir Krug.
Le 2K11 Kroug (en russe : 2К11 Круг, cercle) est un système de missile sol-air (antiaérien) mobile à longue portée d'origine soviétique, engageant ses cibles dans le domaine des moyennes à hautes altitudes. Conçu par le bureau NPO Novator et fabriqué par l'usine d'assemblages mécaniques de Kalinin, son nom de code OTAN est SA-4 « Ganef ».

## Histoire et développement

### Conception

Des 2K11 lors du défilé du premier mai 1964 à Moscou.

En 1956, dans le cadre d'une recherche scientifique à base concurrentielle orchestrée par le gouvernement de l'Union soviétique (« Тема 2 » et « Тема 3 »), des études avaient été menées sur la possibilité de créer une arme de défense avancée utilisant des roquettes, pour protéger les troupes terrestres opérant sur le champ de bataille. À la suite de cette série de recherches, et en-accord avec les directives tactiques et techniques décidées par le Conseil des ministres de l'URSS, démarra le développement du « Kroug ZRK-SD » (2K11), en 1957. Les concepteurs principaux du projet étaient Vassili Grabine du bureau CRI-58 et L. B. Lyulev du bureau OKB-8, le principal exécutant de B. P. Efremov, du complexe NIEMI (NII-20).
En décembre 1961, après la mise en place d'un premier projet-pilote, le développement du complexe fut déclaré en bonne-voie. La mise au point de systèmes plus approfondis et complexes fut donc lancée, ainsi que fut accordée l'autorisation de commencer les tests sur le terrain.
Les tests ont été effectués en trois phases principales. Lors de la première, les tests ont été faits en usine afin de vérifier le bon fonctionnement général de tous les systèmes du complexe. Lors de la deuxième phase, des tests de tir orchestrés par l'état et des analystes techniques ont été effectués sur les terrains d'essais. L'étape finale consistait en un prélèvement périodique d'échantillons sur la production, pour vérifier que le standard de qualité de fabrication était bien maintenu.
Les essais de l'État furent effectués dans la période de janvier 1963 à juin 1964.
Le système fut montré pour la première fois à la parade de Moscou le 1er mai 1964, et commença à être livré aux militaires en 1967. Il devint complètement opérationnel en 1969 et fut utilisé par l'Armée rouge comme missile sol-air à longue portée.

### Améliorations
Après une première version du Kroug qui vit le jour en 1965, dénommée « 2T11 », la première version opérationnelle de ce système, le « 2K11 Kroug-A », fut mise en service, en 1967. Elle améliorait le concept initial du missile, en se basant sur l'expérience acquise au-cours de la guerre du Viêt Nam. Le principal changement fut appliqué au niveau des limites de l'enveloppe de tir du missile : son altitude minimale d'engagement tombait de 3 km à 250 m, et sa portée minimale passait de 11 km à 9 km.
D'autres versions plus évoluées, les « Kroug-M » et « Kroug-M1 », apportant un lot important d'améliorations, virent le jour respectivement en 1971 et 1974. Ils corrigeaient la plupart des problèmes rencontrés au-cours de la carrière opérationnelle du système.
Un drone-cible désigné 9M316M Virazh, développé à-partir de missiles Kroug obsolètes, fut proposé à l'export en 1994,.
Le 2K11 fut brièvement employé par l'armée soviétique au cours de la première guerre d'Afghanistan, en 1970 et 1980. Il fut cependant retiré du théâtre d'opérations seulement quelques mois après le début de l'invasion. En 1997, on rapporta qu'entre 1993 and 1996, quelque 27 unités de tir du Kroug et 349 missiles avaient été vendus à l'Arménie. En septembre 2006, la Pologne testa en vol 4 missiles contre des drone-cibles P-15 Termit (SS-N-2 Styx).

## Fonctionnement
Les missiles sont lancés à l'aide de quatre boosters (moteurs-fusées à carburant solide) attachés au corps cylindrique massif du missile. Une fois qu'ils ont brûlé tout leur combustible et que le missile a pris de l'altitude et de la vitesse, le statoréacteur, destiné au vol soutenu, est allumé.
Le missile atteint une vitesse proche de Mach 4 et dispose d'une portée efficace de 50~55 km, selon la version. Il embarque une charge militaire de 135 kg et sa capacité d'engagement couvre une altitude comprise entre 100 m et 27 km. Le missile fut conçu et produit par le bureau NPO Novator.
Le guidage du missile se fait par ondes radio, avec une phase de guidage terminal effectué grâce à un radar semi-actif. Un guidage optique est possible pendant la première phase du vol si l'environnement ECM est important (ECM : contre-mesures électroniques).

## Caractéristiques et composition du système

### Missiles
Les deux principales versions en service du missile sont le 9M8M1 (2K11M « Kroug-M ») et le 9M8M2 (2K11M2/3 « Kroug-M1 »), les deux ayant été désignés par le département de la Défense américain sous l'appellation SA-4B. Le 9M8M original entra pour la première fois en service en 1965 et fut suivi par la version améliorée 9M8M1 (2K11A « Kroug-A ») en 1967. Les versions 9M8M1 et 9M8M2 entrèrent en service en 1971 et 1973.
Le 9M8M2 possède en-fait une altitude d'engagement plus basse et une portée plus courte que le 9M8M1. En contrepartie de ces légers inconvénients, il est bien plus performant pour engager des appareils volant bas ou se rapprochant fortement de la batterie. Chaque batterie typique consiste en deux missiles 9M8M1 et quatre 9M8M2.

### Véhicules

#### Véhicules radars et lanceurs

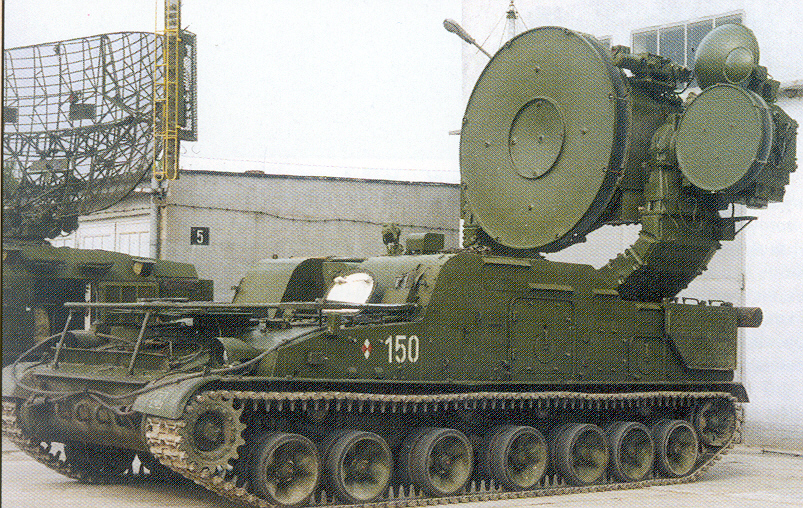
Un Radar de suivi 1S32 de l'armée polonaise.

Les véhicules tracteur-érecteur-lanceurs (TEL) sont des tracteurs lourds d'artillerie modifiés, basés sur un châssis GM-123 et transportent chacun deux missiles sur un support pivotant à 360° et pouvant pointer à un angle de 70° en élévation.
En plus des TEL, une batterie typique nécessite l'emploi de plusieurs radars distincts, tous étant des systèmes mobiles sur véhicules :
- Radar 1S12Appelé « Long Track » par l'OTAN, c'est un radar travaillant en bande E destiné à l'alerte avancée. Il est aussi employé par les SA-6 et SA-8. Il n'est pas équipé de dispositif identification ami-ennemi, (sigle IFF en anglais). Portée : 370 km.
- Radar 1S32Appelé « Pat Hand » par l'OTAN, c'est un radar de guidage et contrôle de tir, à poursuite continue et travaillant en bande H. Portée : 128 km.
- Radar PRV–9 « Наклон-2 »Appelé « Thin Skin » par l'OTAN, c'est un radar de détection d'altitude. Il est aussi employé par les SA-6 et SA-8. Portée : 240 km.
Les Long Track et Pat Hand sont montés sur des châssis automoteurs modifiés, similaires à ceux des véhicules 2P24, lanceurs du missile 9M8. Le Thin Skin est monté sur un camion.

#### Autres véhicules
Les batteries peuvent aussi inclure d'autres véhicules, destinés au transport, au chargement, à l'entretien technique ou à l'approvisionnement en carburant des missiles. Ce sont souvent des camions de la marque soviétique Ural.
- 1V9 : station d'essais et de tests du système (entretien et maintenance).

- 2T5 : véhicule de transport.

- 2T6 : véhicule de transport et chargement.

- Grues diverses pour le chargement.

- Camions citernes pour le carburant des missiles.

## Versions
2T11Version d'expérimentations de l'arme, elle a permis de corriger les défauts du système, à la suite des retours d'expérience de la guerre du Viêt Nam.
2K11A « Kroug-A »L'expérience acquise au combat au Viêt Nam a permis d'améliorer le système, en particulier au niveau de ses zones de non-engagement. Ses limites d'engagement ont été ramenées de 3 km à 250 m en altitude et sa portée minimale est passée de 11 à 9 km. Il est entré en service en 1967.
2K11M « Kroug-M »Conséquence de la poursuite du développement des missiles, en 1971 apparaît le complexe « 2K11M ». Ses capacités d'engagement sont améliorées : portée maximale passant de 45 km à 50 km et altitude maximale passant de 23,5 km à 24,5 km.
2K11M1 « Kroug-M1 »Version améliorée du Kroug-M. Par rapport aux versions précédentes, la limite inférieure d'altitude de tir a été réduite de 250 m à 150 m et la portée minimale est tombée à 6~7 km. En outre, il a la possibilité d'engager des cibles en éloignement à une distance de 20 km.

## Performances du système
|                                                                            | 2T11 « Kroug »      | 2K11А « Kroug-A »   | 2K11М « Kroug-M »   | 2K11М1 « Kroug-M1 » |
| -------------------------------------------------------------------------- | ------------------- | ------------------- | ------------------- | ------------------- |
| Date de fabrication                                                        | 1965                | 1967                | 1971                | 1974                |
| Distances mini/maxi à la cible (en approche)                               | 11 km / 45 km       | 9 km / 50 km        | 9 km / 50 km        | 6~7 km / 50 km      |
| Distance maxi à la cible (en éloignement)                                  | -                   | -                   | -                   | > 20 km             |
| Altitudes d'engagement mini/maxi                                           | 3 000 m / 23,5 km   | 250 m / 23,5 km     | 250 m / 24,5 km     | 150 m / 24,5 km     |
| Probabilité de coup au but (PK - Probabiliy of Kill) (distance à la cible) | 0.7 (cible à 18 km) | 0.7 (cible à 18 km) | 0.7 (cible à 18 km) | 0.7 (cible à 20 km) |
| Vitesse maximale de la cible                                               | 800 m/s             | 800 m/s             | 800 m/s             | de 800 à 1 000 m/s  |

## Utilisateurs

### Utilisateurs actuels
- Arménie : 115 unités[1].
- Azerbaïdjan[1].
- Turkménistan : 30 unités[1].
- Kirghizistan
- Corée du Nord

### Anciens utilisateurs
- Tchécoslovaquie : Une brigade en était équipée. Retirés du service au début des années '90.
- Allemagne de l'Est : Reversés aux états successeurs, à la chute du bloc soviétique.
- Hongrie : 25 unités, qui équipaient un régiment. Retirés du service au milieu des années '90.
- Bulgarie : 30 unités[1], en réserve.
- Pologne : 30 unités[1], retirés en 2011.
- Russie : 500 lanceurs (en 2007)[8]. Retirés du service dans les années '90, ces missiles servent de cibles pour l'entraînement (Virazh/-M 9M316M)[9].
- Ukraine : En stock.

## Galerie photo

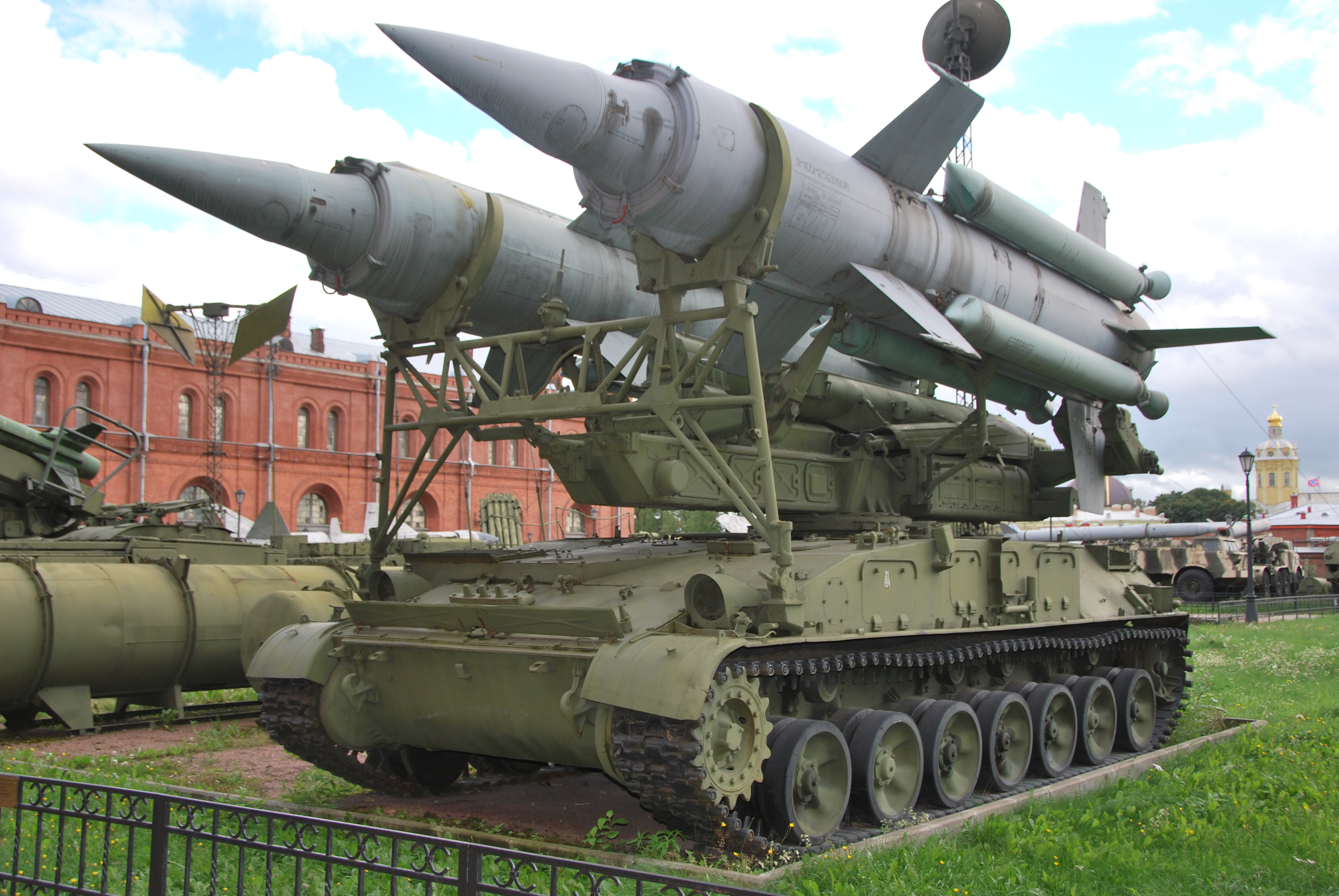
Lanceur 2P24 avec deux missiles 3M8, au musée de l'Artillerie de Saint-Pétersbourg
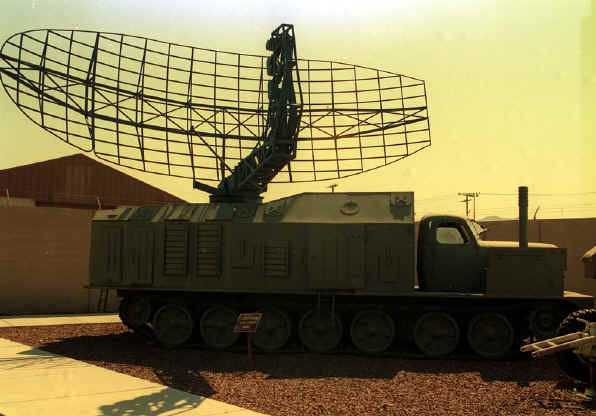
L'installation radar P-40 « Long Track ».
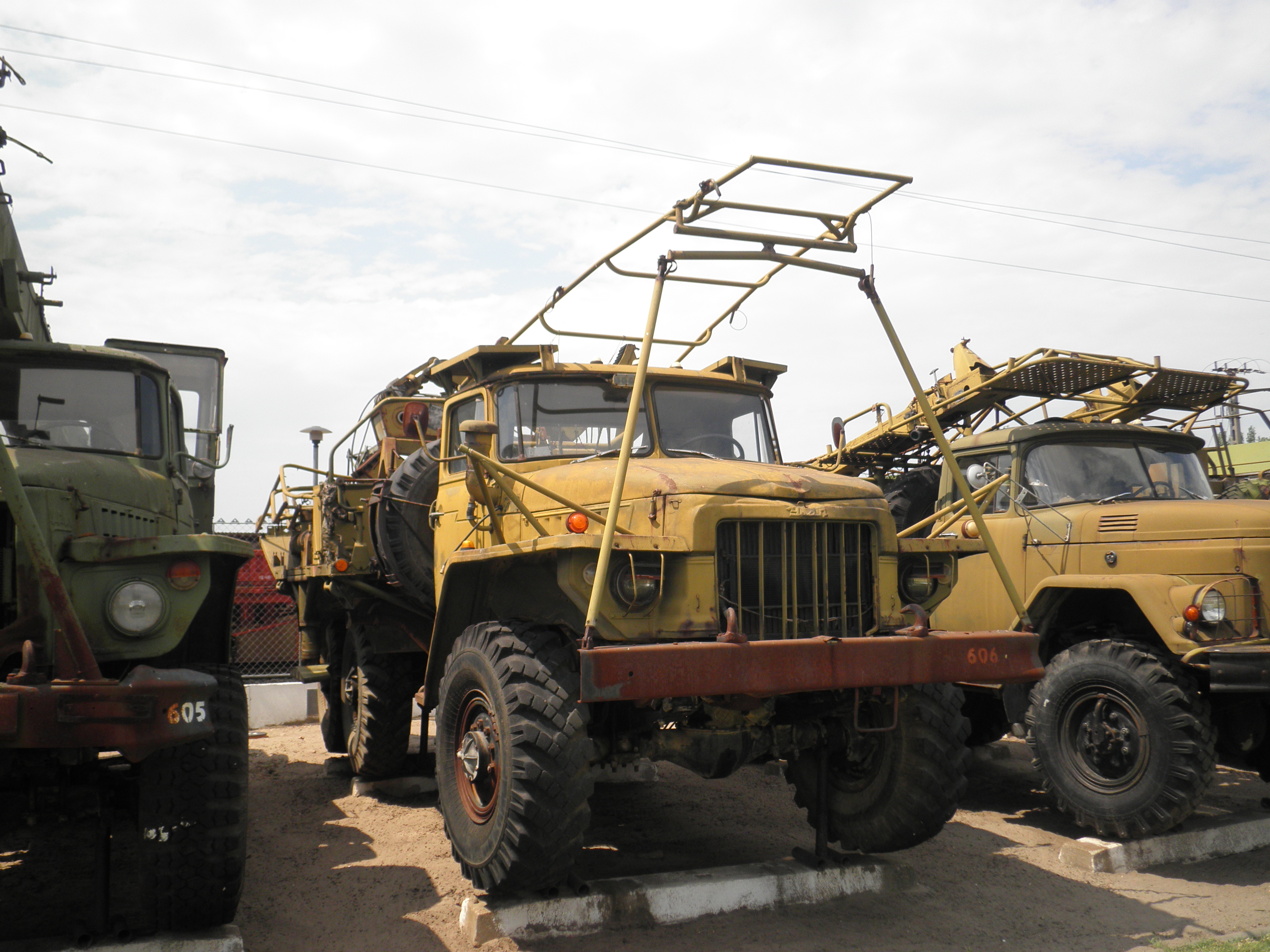
Véhicule de transport et chargement 2T6.
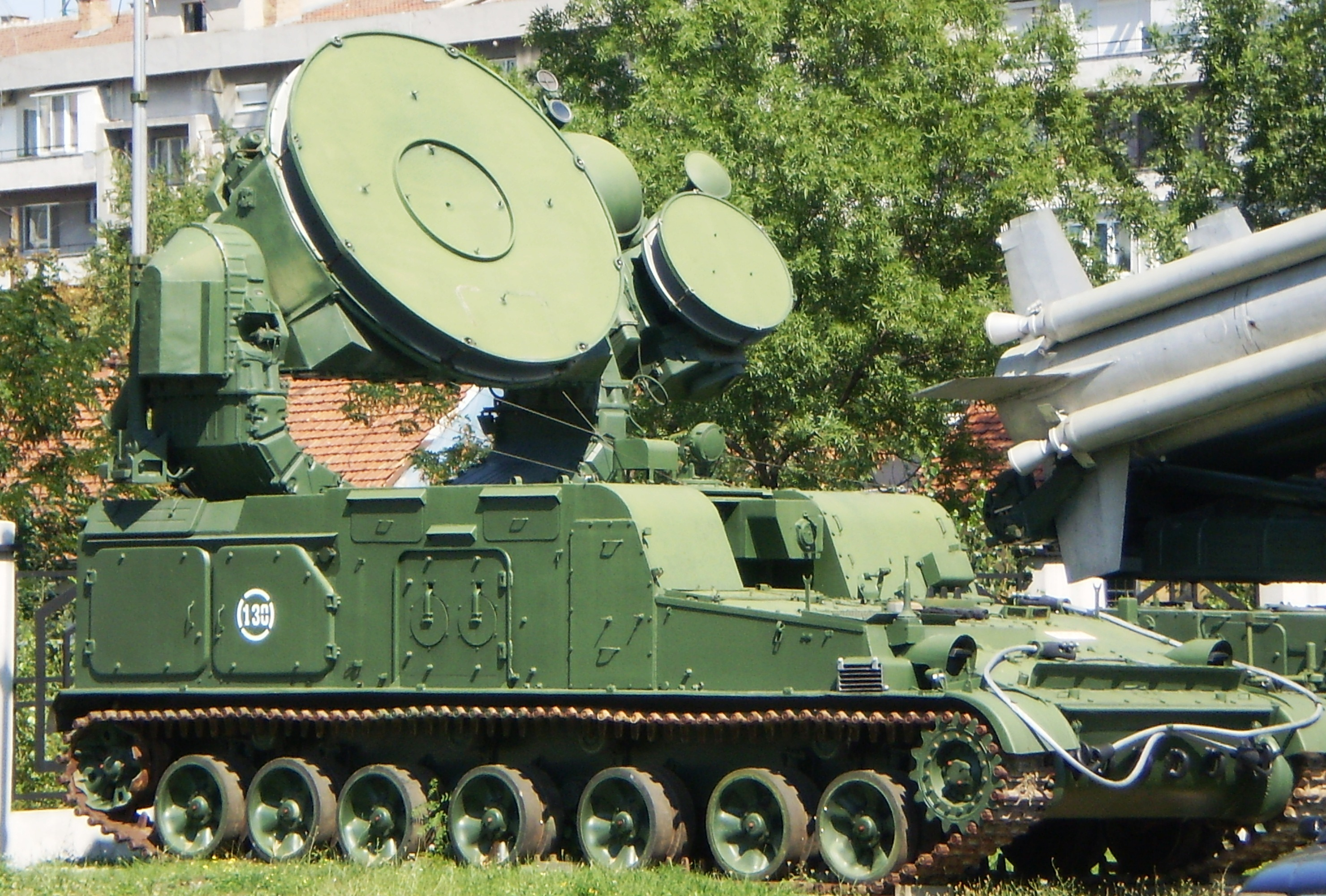
Le véhicule automoteur de radio-guidage missile 1S32.